# Johann Wolfgang Trier
Johann Wolfgang Trier (Möhra, 1686-1750 k.) német jogász, heraldikus.
1709-ben a leideni egyetemen doktori címet szerzett jogtudományból és két évvel később a heraldika egyetemi tanára lett Lipcsében. Harmincéves szászországi tevékenység után Poroszország királya udvari tanácsossá és a Frankfurt an der Oder-i egyetem rendes jogi egyetemi tanárává nevezte ki, ahol hamarosan a jogi tanszék vezetője lett, de "összeférhetetlenség" miatt elbocsátották és 1743-ban Dániába ment, ahol haláláig egy kereskedő- és hajózási társaság szolgálatában állt.
A kollégái és más kortársai ellen írt számos pamflet mellett neve főleg az Einleitung zur Wappenkunst (Leipzig, 1729) című műve folytán ismert, mely kiemelkedik a 18. századi német heraldikai művek közül. Két részre oszlik. Az elsőben a heraldikai alapfogalmakat tárgyalja, a második az akkori uralkodók, választófejedelmek, egyházi és világi uralkodók, a birodalmi grófok egyes külföldi fejedelmek, a birodalmi városok és a köztársaságok címereit tartalmazza. A rézmetszeteken ábrázolt címerek pontos címerleírással vannak ellátva és a történeti hátterüket is közli. Ez a mű több későbbi szerző számára szolgált mintaként és a 18. század legérdekesebb német forrásművei közé tartozik.